# Tempête tropicale Fred (2021)
La tempête tropicale Fred est le sixième tempête tropicale de la saison cyclonique 2021 dans l'océan Atlantique nord. Issue d'une onde tropicale au large de l'Afrique le 4 août, elle a été mentionnée dans les bulletins d'aperçu dès le 6. Les premiers avis pour le cyclone tropical potentiel Six furent envoyés le 9 août alors que le système approchait des Petites Antilles. Passant en mer des Caraïbes le 10, la perturbation s'était transformée en tempête tropicale Fred juste au sud de Porto Rico tard le soir, peu de temps avant de frapper la République dominicaine sur l'île d'Hispaniola.
La tempête s'est affaiblie en une dépression tropicale au-dessus de l'île très montagneuse, avant d'émerger au nord du passage du Vent le 12 août. Très désorganisée, elle s'est tournée vers l'ouest et a touché terre pour la deuxième fois dans le nord de Cuba le 13 août. Continuellement perturbée par l'interaction terrestre et le cisaillement du vent, la tempête a dégénéré en une onde tropicale alors qu'elle tournait vers le nord près de la pointe ouest de Cuba le lendemain.
Continuant vers le nord, les restes de Fred se sont rapidement réorganisés sur le golfe du Mexique, redevenant une tempête tropicale le 15 août. Elle s'est renforcée rapidement en se dirigeant vers le nord pour toucher la côte du panhandle de Floride tard le 16 août. Fred s'est déplacé ensuite vers la frontière entre l'Alabama et la Géorgie tout en faiblissant rapidement, puis remonta le long des Appalaches. Devenu post-tropicale le 18 août en Virginie-Occidentale, le système a poursuit vers le nord-est pour passer par l'État de New York puis la Nouvelle-Anggleterre avant d'arriver dans les provinces maritimes du Canada et d'être absorbée par un autre système.

## Évolution météorologique
Tôt le 6 août, le NHC a commencé à suivre un creux dépressionnaire avec des nuages désorganisés entre la côte africaine et les Petites Antilles démontrant un faible potentiel de développement dans 2 jours ou plus. Le 8 août, son organisation s'étant améliorée, le potentiel du système était revu à la hausse et le lendemain matin, le NHC estimait que cette zone dépressionnaire située à 240 km à l'est de la Barbade avait 70 % de probabilité de devenir un cyclone tropical dans les 48 heures.
À 21 h UTC, le 9 août, la zone de basse pression associée à l'onde tropicale à 330 km au sud-est de la Guadeloupe fut désignée comme cyclone tropical potentiel Six par le NHC, le système ayant une probabilité qu’il estimait à 80%, de devenir un cyclone tropical dans les prochaines 48 heures. Une veille de tempête tropicale fut émise pour la Guadeloupe, la Martinique, la Barbade, les Îles Vierges des États-Unis, Porto Rico, ainsi que pour les côtes de la République dominicaine, depuis Punta Palenque jusqu'à la frontière avec Haïti, incluant toute la côte nord de l'île. Six est entrée dans la mer des Caraïbes au cours de la nuit suivante, manquant encore d'organisation selon le rapport d'un vol de reconnaissance effectué le 10 au matin.
À 3 h UTC, le 11 août (tard le soir du 10 local), le NHC attribua le nom Fred au système, celui-ci ayant développé un centre de circulation bien défini, alors qu'il était situé à 70 km au sud-sud-est de Ponce, Porto Rico. Vers 18 h UTC, le centre de Fred est entré sur la côte sud de la République dominicaine près de Saint-Domingue avec des vents soutenus soufflant à 75 km/h. Perdant ensuite de son intensité en passant sur les montagnes d'Hispaniola, le système est redescendu au niveau de dépression tropicale en entrant sur Haïti tard en soirée.

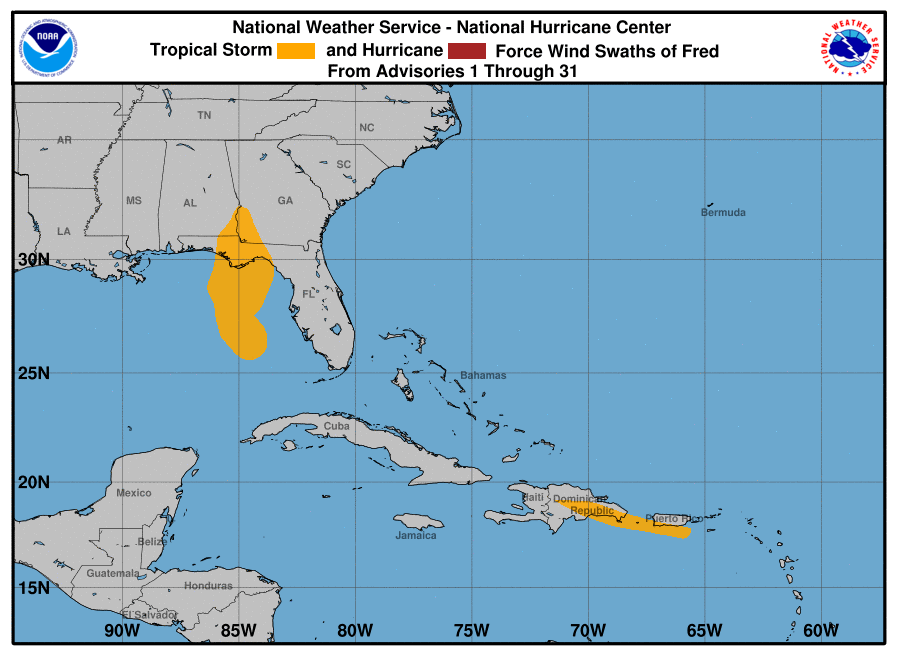
Corridor des vents de tempête avec Fred.

Tôt le matin du 12, Fred est ressorti sur la mer entre Haïti et les Bahamas dans un état assez désorganisé, suivant ensuite la côte atlantique de Cuba. À 0 h UTC le 14, la dépression était rendue sur le nord de Cuba, près de Santa Clara, toujours aussi peu organisée mais donnant de fortes pluies. À 15 h UTC, le NHC a déclaré que Fred était si peu organisée qu'elle était redevenue une onde tropicale en quittant le nord de Cuba mais que le système pouvait encore se reformer en passant sur l'est du Golfe du Mexique.
À 12 h 40 le 15, le NHC a réactivé ses bulletins à propos de la tempête tropicale Fred à ce moment à 565 km au sud-sud-est de Pensacola (Floride) à la suite du rapport d'un avion de reconnaissance. Se dirigeant vers le nord, Fred s'est intensifié et à 18 h 15 UTC le 16, son centre a touché la côte du panhandle de Floride près du Cap San Blas avec des vents de 100 km/h. Après être entrée dans les terres, la tempête s'est mis à faiblir et est redescendue à dépression tropicale à  9 h UTC le 17, sur le sud-est de l'Alabama, à la frontière avec la Géorgie. Par la suite, le NHC a laissé le soin au Weather Prediction Center de suivre les progrès de Fred.
La dépression a commencé sa transition post-tropicale en remontant le long de la pente ouest des Appalaches. À 3 h UTC le 18, le WPC positionnait le centre de Fred dans le nord-est du Tennessee. À 15 h UTC le même jour, le WPC a déclaré que le système était devenu une dépression post-tropicale (dépression frontale) dans le nord de la Virginie-Occidentale, poursuivant son déplacement vers le nord-est à 30 km/h.
Le matin du 19 août, les restes de Fred étaient rendus près de Binghamton, New York, et se dirigeait vers la Nouvelle-Angleterre. À 3 h UTC le 20, le WPC a émis son dernier message quand la dépression atteignit le sud du New Hampshire pour se diriger vers le golfe du Maine et le sud des provinces maritimes du Canada tout en faiblissant.

## Impact
Fred a fait au moins 5 morts et 5 disparus. Selon le réassureur AON, les dégâts sont estimés à 1,3 milliard $US.

### Antilles
Le 10 août, les bandes pluvieuses extérieures de Fred ont donné des pluies abondantes et une brève mais intense ligne de grain qui a coupé le courant à plus de 13 000 personnes dans certaines parties de Porto Rico,. Le gouverneur, Pedro Pierluisi, a noté que certaines stations-service ont fermé par manque de carburant devant la forte demande avant la tempête. Huit abris ont été ouverts sur l'île mais seulement sept personnes y ont cherché refuge.
Après avoir touché terre près de Saint-Domingue, en République dominicaine, 400 000 personnes ont perdu l'électricité à travers le pays. Les rivières ont débordé amenant la fermeture du système d'aqueduc du pays ce qui a coupé l'alimentation à plus d'un demi-million de personnes,. À Saint-Domingue, 1 700 personnes ont été évacuées et au moins 100 maisons ont été endommagées. Plus de 47 communautés ont été isolées et 4 025 personnes ont été déplacées par les crues soudaines causées par la tempête, tandis que 805 maisons au total ont été endommagées à travers le pays, dont au moins 5 ont été entièrement détruites. Quarante-sept vols ont été annulés ou retardés à l'aéroport international Las Américas et à l'aéroport international Dr. Joaquin Balaguer. Les médias sociaux ont signalé des fermetures de rues et l'effondrement d'un pont à Saint-Domingue.
En Haïti, l'Unité de protection civile a émis un niveau de vigilance jaune (risque d'impact d'intensité faible à modérée) alors que Fred traversait le pays, rappelant aux civils de se méfier des inondations et des coulées de boue.

### États-Unis

#### Floride
Le président américain Joe Biden a décrété l'état d'urgence pour la Floride peu après l'arrivée de Fred. Les écoles dans les comtés de Bay, Okaloosa et Comté de Santa Rosa ont été fermés. Dès que la tempête a touché la côte, plus de 36 000 personnes en Floride ont perdu de l'électricité.
Il a été signalé une accumulation de 178 mm de pluie à Panama City (Floride) en 24 heures, tandis que 229 mm sont tombés à Southport où de graves inondations se sont produites,. Un complexe d'appartements à Lynn Haven a été inondé et a déplacé plusieurs résidents. La tempête a provoqué des inondations par onde de tempête sur l'île Saint Georges, le cap San Blas et Port Saint Joe, tandis que la route menant à Indian Pass était bloquée après avoir été recouverte de plus de 5 pieds (1,5 m) d'eau. Le pont vers l'île Saint Georges a été fermé peu de temps après que des rafales presque de force d'ouragan aient frappé l'île.
Un homme de Panama City en Floride est décédé après avoir fait de l'aquaplanage sur une route inondée et être tombé dans un fossé.

#### Alabama, Géorgie et Carolines

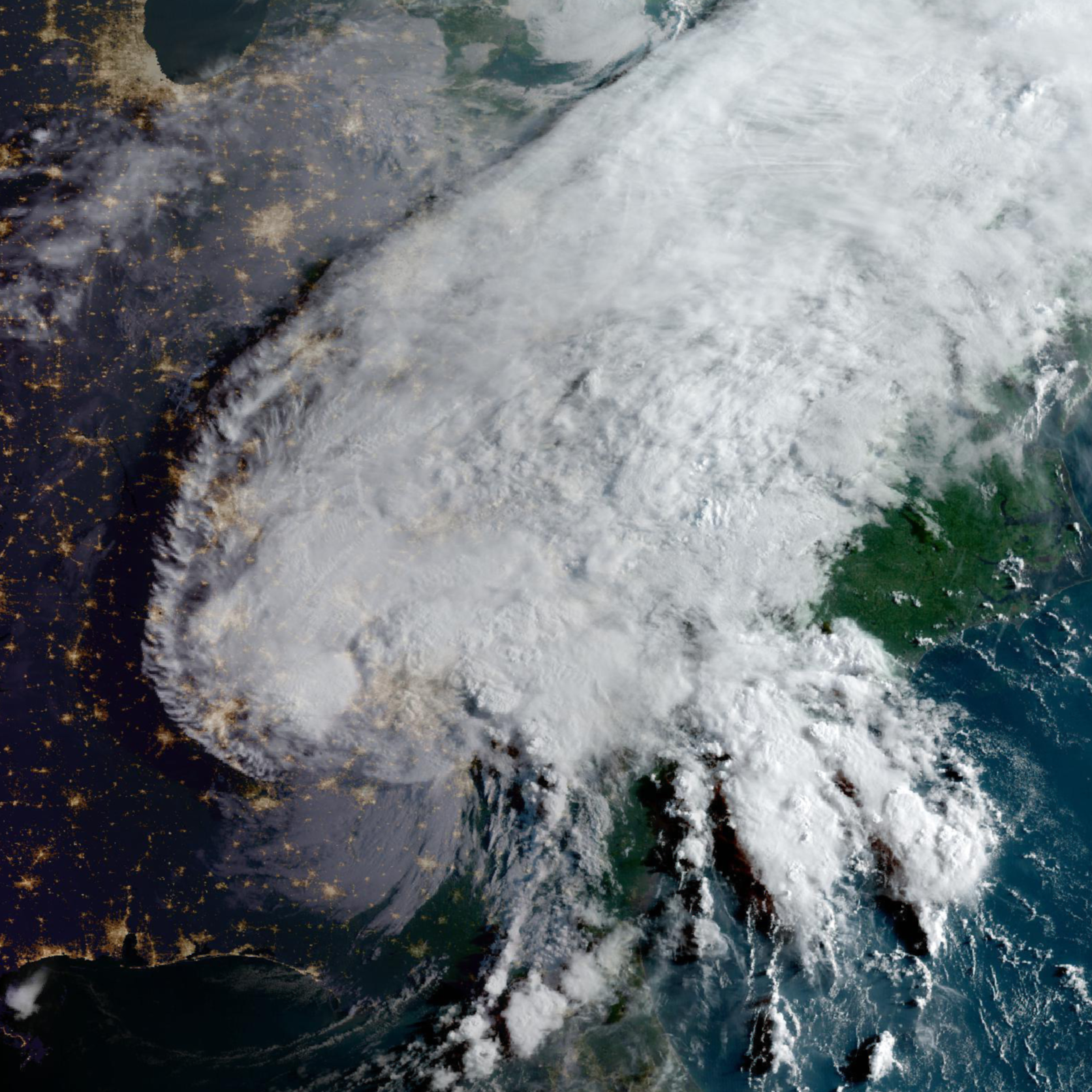
La dépression tropicale Fred passant en Alabama et en Géorgie le 17.

À Gulf Shores, en Alabama, la houle allant jusqu'à 7 pieds (2,1 m) de hauteur a touché la côte, créant des conditions de surf très dangereuses. Alors que Fred continuait de se déplacer à l'intérieur des terres, des veilles de tornade ont été émises par le National Weather Service pour une grande partie de la Géorgie, de la Caroline du Sud et de la Caroline du Nord.
Au moins six tornades ont été observées à travers la Géorgie, y compris, mais sans s'y limiter, une à Americus (Géorgie) qui a endommagé au moins 100 maisons et un complexe d'appartements. Une des tornades a frappé Jeffersonville et arraché le toit d'un entrepôt d'articles de sport, tandis qu'une autre aurait détruit une maison mobile dans le comté de Banks, au nord-est d'Atlanta. Certaines parties de la région métropolitaine d'Atlanta ont reçu environ 51 mm de pluie en quelques heures et 75 mm au total,. Un grand arbre a été déraciné, est tombé sur une maison et a heurté une conduite de gaz à Atlanta, obligeant les équipes des compagnies d'électricité, de distribution de gaz ainsi que les pompiers à se précipiter sur les lieux. Des inondations majeures ont frappé des zones le long de l'Interstate 85 en Géorgie.
Environ 39 200 utilisateurs de Duke Energy dans les Carolines ont perdu de l'électricité lorsque des arbres ont été abattus pendant que Fred se déplaçait vers le nord. Une tornade a été observée près de la région de Hiddenite-Stony Point, en Caroline du Nord. Une autre tornade a été signalée dans le comté d'Iredell, près de Statesville. Un entonnoir nuageux a été repéré près de Drexel, en Caroline du Nord, où l'on a signalé que l'électricité avait été coupée dans la ville voisine de Valdese. Une tornade confirmée a également frappé le lac Murray, en Caroline du Sud, faisant tomber des lignes électriques et des arbres.
À travers la Caroline du Nord au 19 août, 35 personnes étaient portées disparues et 98 autres ont dû être secourues après que la tempête ait provoqué de graves inondations dans tout l'État. Le gouverneur Roy Cooper a déclaré l'état d'urgence le 18 août alors que les routes étaient impraticables, que les flots avaient emporté des ponts et inondé maisons ainsi qu'entreprises
. La gestion des urgences de la Caroline du Nord a déployé des équipes de sauvetage maritime, tandis que les hélicoptères de la Garde nationale et de la patrouille routière ont commencé les recherches à peu près au même moment. En date du 20 août, 4 personnes étaient officiellement mortes et 5 personnes étaient toujours portées disparues.

#### États du Nord-Est
Les restes de Fred ont engendré au moins deux tornades en Pennsylvanie. Une tornade EF1 a touché le canton de Tilden dans le comté de Berks vers 21 h local le 18 août et vers 0 h 30 le 19, une autre de force EF1 a touché le sol de Souderton dans le comté de Montgomery, son corridor de dégâts s'étendant jusqu'à la région de Perkasie dans le comté de Bucks,.